# Adaj
Az adaj póniló (oroszul: Адайская лошадь) a mongol lovak legtisztább és leginkább jellemző képviselője. 

## Története
A Kaszpi-tenger mellett, a közép-ázsiai térségben, Kirgizisztán, Kazahsztán, Tádzsikisztán és Kína területén tenyésztik közel három millió négyzetkilométeren. Don és telivér fajtájú lovakkal keresztezték, hogy az ellenálló képesség mellett a gyorsaság is a fajta tulajdonsága maradjon. Ennek megfelelően felhasználása is többrétű, ügető, hátas és kocsihúzó lóként is alkalmazható.

## Jellemzői
Értékes tulajdonságai közé tartozik, hogy kitartó, nagy távolságokat képes megtenni kevés és gyengébb minőségű abrakkal is. Télen a száraz fagyos fűvel is beéri. Jól tűri a hideget, a kemény szélsőséges időjárást is. Lábuk rövid és erős, a csődör marmagassága körülbelül. 156 cm, a kancák valamivel kisebbek, marmagasságuk 151 cm körül van. Hibátlan, egyenes fejforma jellemzi, alacsony nyaka, határozott marja van. Hátsó része egyenes irányú és vízszintes, a fara nagyon erősen izmolt. Lábai formásak, hibátlanok, gyakran sarló alakú csánkkal. A lóversenypályákon jól teljesítenek, az adaj sebességi rekordja 1600 méteren 1 perc 48 másodperc. 2400 méteres távon a rekord 2 perc 44,2 másodperc. A kancák nagyon tápláló tejet adnak, az erős testlakattal rendelkezőektől naponként 20 liter tejet is lefejnek. Nyáron a szőrük rövid, télen a hideg ellen göndör, vastagabb "bundát" növesztenek.

## Hasznosítása
Három típusba sorolhatjuk a fajtáját, hasznosítása is e szerint történik: 
- lovagolható hátas
- erős kocsihúzó,
- az ügető (versenyló).